# Club Atlético de Madrid (féminines)
Maillots
Actualités
Dernière mise à jour : 24 juillet 2018.
La section football féminin du Club Atlético de Madrid (dont le nom officiel est Club Atlético de Madrid Féminas) est un club de football féminin espagnol. L'équipe joue ses matchs à domicile au Cerro del Espino et évolue en Liga F.

## Histoire
La section féminine de l'Atlético de Madrid, alors appelée Atlético Villa de Madrid, est créée dans les années 1980. Le club remporte le titre de champion d'Espagne en 1990, et termine deuxième la saison suivante. La section féminine disparaît lors de la saison 1991-1992.
L'équipe est recréée en 2001 sous le nom d'Atlético Feminas ; elle ne fait alors pas partie de l'organigramme du Club Atlético de Madrid mais le club accepte qu'elles prennent leur blason et leurs couleurs. Après deux saisons en ligues régionales, elles accèdent en deuxième division en 2003 et intègrent pleinement le Club Atlético de Madrid. Le club accède en première division en 2006 et termine vice-champion d'Espagne en 2015. Le club participe alors à sa première compétition européenne en se qualifiant pour la Ligue des champions féminine de l'UEFA 2015-2016. Après une élimination en quarts de finale face à l'Olympique Lyonnais, futur vainqueur de la compétition, elles terminent la saison à la 3e place, échouant à se qualifier pour l'Europe, mais remportant la Coupe de la Reine. Intégrées définitivement à la structure du club masculin en 2016, elles remportent leur premier titre national en 2017, puis récidivent les deux saisons suivantes, avant d'échouer à la deuxième place en 2020. Chaque fois qu'elles remportent le championnat, elles s'inclinent en finale de la Coupe de la Reine, à deux reprises contre le FC Barcelone, puis contre la Real Sociedad en 2019. En Ligue des Championnes, elles atteignent les huitièmes de finale en 2019, puis les quarts en 2020, où elles affronteront le FC Barcelone dans un duel hispano-espagnol. 

## Stade
Le club Atletico de Madrid Féminin joue au Miniestadio Cerro Del Espino, qui se situe à Majadahonda, une communauté de Madrid. L'équipe a eu l'occasion de jouer à deux occasions au Stade Vicente Calderón et également au Wanda Metropolitano, où le 17 mars 2019, lors d'un match contre le FC Barcelone, le record d'assistance à un match de football féminin entre deux clubs a été battu avec plus de 60 000 supporters. 

## Palmarès
- Championnat d'Espagne
  - Champion en 1990, 2017, 2018 et 2019
  - Vice-champion en 1991, 2015 et 2020.
- Coupe d'Espagne
  - Vainqueur en 2016 et 2023.
  - Finaliste en 2017, 2018 et 2019.
- Supercoupe d'Espagne
  - Vainqueur en 2021
  - Finaliste en 2022

## Parcours en Coupe d'Europe
En 2015, la deuxième place décrochée par l'Atlético en Championnat leur ouvre les portes de la Ligue des Champions. En 2020, les Madrilènes se qualifient pour le premier quart de finale 100% espagnol de l'histoire de la compétition, où elles sont éliminées par le FC Barcelone. Ce quart de finale constitue leur meilleur résultat dans la compétition.
| Saison    | Tour        | Adversaire            | Aller | Retour | Score total |
| --------- | ----------- | --------------------- | ----- | ------ | ----------- |
| 2015-2016 | 1/16 finale | FK Zorkiy Krasnogorsk | 0 - 2 | 0 - 3  | 3 - 2       |
| 2015-2016 | 1/8 finale  | Olympique Lyonnais    | 1 - 3 | 6 - 0  | 1 - 9       |
| 2017-2018 | 1/16 finale | VfL Wolfsbourg        | 0 - 3 | 12 - 2 | 2 - 15      |
| 2018-2019 | 1/16 finale | Manchester City       | 1 - 1 | 0 - 2  | 3 - 1       |
| 2018-2019 | 1/8 finale  | VfL Wolfsbourg        | 4 - 0 | 0 - 6  | 0 - 10      |
| 2019-2020 | 1/16 finale | Spartak Subotica      | 2 - 3 | 1 - 1  | 4 - 3       |
| 2019-2020 | 1/8 finale  | Manchester City       | 1 - 1 | 2 - 1  | 3 - 2       |
| 2019-2020 | 1/4 finale  | FC Barcelone          | 0 - 1 | 0 - 1  | 0 - 1       |
| 2020-2021 | 1/16 finale | Servette FCCF         | 2 - 4 | 5 - 0  | 9 - 0       |
| 2020-2021 | 1/8 finale  | Chelsea               | 2 - 0 | 1 - 1  | 1 - 3       |